# Quercusia epeus
Quercusia epeus är en fjärilsart som beskrevs av Sulz 1776. Quercusia epeus ingår i släktet Quercusia och familjen juvelvingar. Inga underarter finns listade.